# Calliclinus
Genre
Espèces de rang inférieur
- Calliclinus geniguttatus (Valenciennes, 1836)
- Calliclinus nudiventris Cervigón & Pequeño, 1979

Calliclinus est un genre de poissons marins de la famille des Labrisomidae et de l'ordre des Blenniiformes.